# Parti de la liberté du Bangladesh
Le Parti de la liberté du Bangladesh est un parti politique fondé par le capitaine Khandaker Abdur Rashid, le colonel Syed Faruque Rahman et le major Bazlul Huda, les principaux complices du meurtre du Sheikh Mujibur Rahman le 15 août 1975.

## Histoire
Après l'assassinat de Ziaur Rahman en 1981, Faruque Rahman est revenu à la politique active en fondant le Parti de la liberté du Bangladesh et en se présentant à la présidence contre le général Hussain Muhammad Ershad en 1986.
Le 11 février 1990, des militants du Parti de la liberté ont attaqué un rassemblement de la Ligue Awami du Bangladesh, tuant Harun-ur-Rashid et en blessant d'autres. Selon le rapport du Conseil des droits de l'homme des Nations unies de 1997, le parti a fait profil bas.
Selon la police bangladaise, à partir de 2000, Mehnaz Rashid, la fille de Khandaker Abdur Rashid, a participé à la réorganisation du Parti de la liberté. Elle a disputé les élections parlementaires en 2001 et 2008 de Chandina, dans le district de Comilla sur le ticket du Parti.
En 2009, Mehnaz Rashid a été arrêté par la police, avec Kamrul Haque Swapan, frère cadet du major Shariful Haque Dalim, pour des liens présumés avec un attentat à la bombe perpétré contre Fazle Noor Taposh.
Le président actuel du parti est le fils du colonel Faruque, Sayd Tarik Rahman, qui vit à Sydney.